# Академія (футбольний клуб, Тольятті)
«Академія» (рос. Футбольный клуб «Академия» Тольятти) — російський футбольний клуб з міста Тольятті, Самарська область. Заснований 1991 року.

## Хронологія назв
- 1991—1997 «Лада» (Димитровград)
- 1997—1998 «Лада-Град» (Димитровград)
- 1999 «Лада-Симбірськ» (Димитровград)
- 2000—2002 «Лада-Енергія» (Димитровград)
- 2003—2005 «Лада-СОК» (Димитровград)
- 2006—2007 «Крила Рад-СОК» (Димтровград)
- 2008—2009 «Академія» (Димитровград)
- 2010—2013 «Академія» (Тольятті)
- 2015—2017 — «Академія-Лада-М» (Тольятті)
- з 2018 — «Академія» (Тольятті)

## Клубні кольори
| Синій | Білий |

## Історія
Заснований 1991 року в Димитровграді під назвою «Лада» (Димитровград).
У 2006—2007 роках виступав як фарм-клуб самарських «Крил Рад», у цей період відомий під назвою «Крила Рад-СОК». У 2008 році більшість гравців та тренерів перейшли до новоствореного клубу — ФК «Тольятті, але в Димитровграді залишилася команда під назвою Академія».
У 2010 році, після злиття з ФК «Тольятті», клуб зрештою переїхав до Тольятті, в Самарську область. Відтоді команда складалася виключно з вихованців Академії футболу імені Конопльова.
У 2012 році команда знову увійшла до складу «Крила Рад» і як окремий клуб припинила своє існування.
У 2015 році клуб відродили (для отримання ігрової практики вихованцями Футбольної академії імені Конопльова) та об'єднали з молодіжною командою «Лади-Тольятті», внаслідок чого утворився колектив «Академія-Лада-М». Починаючи з сезону 2015 року клуб виступає в третьому дивізіоні МФС «Приволжжя».

## Статистика виступів
| Сезон   | Ліга                               | Ліга                               | Місце   | Кубок | Примітки                                  |
| ------- | ---------------------------------- | ---------------------------------- | ------- | ----- | ----------------------------------------- |
| 1992    | Перша ліга, зона «Центр»           | Перша ліга, зона «Центр»           | 14 з 18 | —     |                                           |
| 1993    | Перша ліга, зона «Центр»           | Перша ліга, зона «Центр»           | 9 з 20  | 1/128 | Виліт у Другу лігу                        |
| 1994    | Друга ліга, зона «Центр»           | Друга ліга, зона «Центр»           | 6 з 17  | 1/128 |                                           |
| 1995    | Друга ліга, зона «Центр»           | Друга ліга, зона «Центр»           | з 21    | 1/256 |                                           |
| 1996    | Друга ліга, зона «Центр»           | Друга ліга, зона «Центр»           | з 22    | 1/16  | Вихід у Першу лігу                        |
| 1997    | Перша ліга/ Перший дивізіон        | Перша ліга/ Перший дивізіон        | 6 з 22  | 1/16  |                                           |
| 1998    | Перша ліга/ Перший дивізіон        | Перша ліга/ Перший дивізіон        | 6 з 22  | 1/128 |                                           |
| 1999    | Перша ліга/ Перший дивізіон        | Перша ліга/ Перший дивізіон        | 20 з 22 | 1/16  | Виліт у Другий дивізіон                   |
| 2000    | Другий дивізіон                    | зона «Поволжжя»                    | 9 з 18  | 1/32  |                                           |
| 2001    | Другий дивізіон                    | зона «Поволжжя»                    | 7 з 18  | 1/256 |                                           |
| 2002    | Другий дивізіон                    | зона «Поволжжя»                    | 8 з 16  | 1/128 |                                           |
| 2003    | Другий дивізіон                    | зона «Урал-Поволжжя»               | 12 з 20 | 1/256 |                                           |
| 2004    | Другий дивізіон                    | зона «Урал-Поволжжя»               | 18 з 19 | 1/512 |                                           |
| 2005    | Другий дивізіон                    | зона «Урал-Поволжжя»               | 15 з 19 | 1/512 |                                           |
| 2006    | Другий дивізіон                    | зона «Урал-Поволжжя»               | 13 з 13 | 1/256 |                                           |
| 2007    | Другий дивізіон                    | зона «Урал-Поволжжя»               | 6 з 14  | 1/256 |                                           |
| 2008    | Другий дивізіон                    | зона «Урал-Поволжжя»               | 18 з 18 | 1/256 |                                           |
| 2009    | Другий дивізіон                    | зона «Урал-Поволжжя»               | 16 з 16 | 1/256 |                                           |
| 2010    | Другий дивізіон                    | зона «Урал-Поволжжя»               | 8 з 14  | 1/256 |                                           |
| 2011/12 | Другий дивізіон                    | зона «Урал-Поволжжя»               | 4 з 14  | 1/256 |                                           |
| 2012/13 | Другий дивізіон                    | зона «Урал-Поволжжя»               | 14 з 15 | 1/256 | Знявся після зимової паузи. Рохформований |
| 2015    | III дивізіон, зона МФС «Приволжжя» | III дивізіон, зона МФС «Приволжжя» | 12 з 12 | —     | Аматорський рівень                        |
| 2016    | III дивізіон, зона МФС «Приволжжя» | III дивізіон, зона МФС «Приволжжя» | 10 з 11 | —     | Аматорський рівень                        |
| 2017    | III дивізіон, зона МФС «Приволжжя» | III дивізіон, зона МФС «Приволжжя» | 9 з 12  | —     | Аматорський рівень                        |
| 2018    | III дивізіон, зона МФС «Приволжжя» | III дивізіон, зона МФС «Приволжжя» | 11 з 12 | —     | Аматорський рівень                        |

Друга команда клубу брала участь в третьому дивізіоні МФС «Приволжжя»: у 2000 і 2001 роках — під назвою «Лада-Енергія» Ульяновськ та «Лада-Енергія-2» Димитровград (у ці роки в структуру клубу як друга команда під цими назвами входив ФК «Енергія» Ульяновськ), у 2009—2012 роках — під назвою «Академія-д» (Приморський).